# Freienstein-Teufen
Freienstein-Teufen (bis 1958 offiziell Freienstein) ist eine politische Gemeinde im Bezirk Bülach des Kantons Zürich in der Schweiz. Ihr Mundartname ist Freiestäi-Tüüffe.

## Wappen
Blasonierung:
In Silber ein steigender blauer, rot gezungter und bewehrter Löwe

## Geographie
Freienstein-Teufen liegt zwischen Irchel und Dättenberg  im unteren Tösstal auf der rechten Seite der Töss. Die Gemeinde besteht aus den Dörfern Freienstein und Teufen und grenzt bei der Tössegg an den Rhein. Auf der linken Flussseite liegt Rorbas. Die beiden Gemeinden sind mit einer modernen Strassenbrücke und einer alten Bogenbrücke miteinander verbunden.
Die politische Gemeinde ist 8,34 km² gross, davon sind 50,0 % Wald, 37,6 % Landwirtschaft, 7,0 % Siedlungs- und 3,2 % Verkehrsfläche. 2,0 % sind Gewässer und 0,1 % unproduktive Fläche (Stand 2018).

## Geschichte
Frühe Siedlungszeugen in Freienstein-Teufen sind die Mauern des römischen Wachtturms im Schlössliacker an der Tössegg aus dem späten 4. Jh. als Teil der römischen Rheinbefestigung und römische Münzen vom Hang beim Schloss Teufen aus demselben Zeitraum wie Wachtturm und Mauern eines römischen Gutshofs in der Flur «under Reben», in der 1996 beim Bau einer Erdgasleitung die jüngsten römischen Funde zutage kamen: Mauern aus dem 3. Jh. n. Chr. eines Nebengebäudes des Herrenhauses und Bruchstücke von Gebrauchskeramik, Ziegeln und wenig Schmuck.

## Name
Der Name Freienstein leitet sich von der Burg Freienstein ab.
Vor 1800 wurde die Gemeinde als Rorbas am Freienstein oder Rorbas ennet der Töss bezeichnet.

## Bevölkerung
| Jahr | Einwohner |
| ---- | --------- |
| 1634 | ca. 436   |
| 1771 | 679       |
| 1836 | 788       |
| 1850 | 835       |
| 1900 | 1301      |
| 1950 | 1120      |
| 2000 | 2110      |
| 2005 | 2241      |
| 2010 | 2289      |
| 2015 | 2303      |
| 2020 | 2398      |
| 2022 | 2386      |

- Bevölkerungsdichte: 287,74 Einw./km²
- Anzahl Privathaushalte: 1001 (Stand 2022)[9]

## Kirchen
2022 gehörten 43,1 % der Bevölkerung zur Evangelisch-reformierten Kirche und 18,0 % zur Römisch-katholischen Kirche. 38,9 % hatten eine andere oder keine Konfessionszugehörigkeit.
In der Sektion Rorbas-Freienstein der Evangelischen Allianz sind die Evangelisch-reformierte Kirche und die Viva Kirche Schweiz (bis Mai 2022 Chrischona Schweiz) verbunden.

## Politik
Gemeindepräsident ist Oliver Müller (parteilos, Stand 2023).
Bei der Nationalratswahl 2019 erreichten die Parteien folgende Wähleranteile: SVP 37,69 %, glp 12,75 %, SP 11,53 %, Grüne 10,79 %, EVP 9,95 %, FDP 7,97 %, EDU 2,80 %, CVP 2,29 %, BDP 2,28 % und andere (8) 1,94 %.
Die Wähleranteile bei der Nationalratswahl 2023: SVP 35,89 % (−1,80 %), SP 12,59 % (+1,06 %), glp 11,46 % (−1,28 %), EVP 11,4 % (+1,45 %), FDP 8,37 % (+0,40 %), Die Mitte 7,18 % (+2,60 %), Grüne 6,80 % (−3,99 %), EDU 2,75 % (−0,06 %), Aufrecht Zürich 1,58 %, andere (11) 1,99 %.
In vielen Bereichen organisiert sich Freienstein-Teufen mit der Nachbargemeinde Rorbas, so zum Beispiel bei der Schul- und Kirchgemeinde. Auch die Post betreibt nur eine einzige Poststelle für die eng zusammengebauten Dörfer Freienstein und Rorbas. Bis zum 29. Juli 2006 verfügte die Ortschaft Teufen über eine eigene Poststelle mit der PLZ 8428.

## Wirtschaft
Ein wichtiger Wirtschaftszweig bildet der Weinbau. Freienstein-Teufen ist nach Stäfa die zweitgrösste Rebgemeinde des Kantons.

## Persönlichkeiten
- Florian Hoxha (* 2001 in Bülach), kosovarisch-schweizerischer Fussballer
- Konrad Meier (* 1867 in Freienstein; † 1931 in Bachenbülach), Herrnhuter Missionar

## Sehenswürdigkeiten
- Schloss Teufen

## Bilder

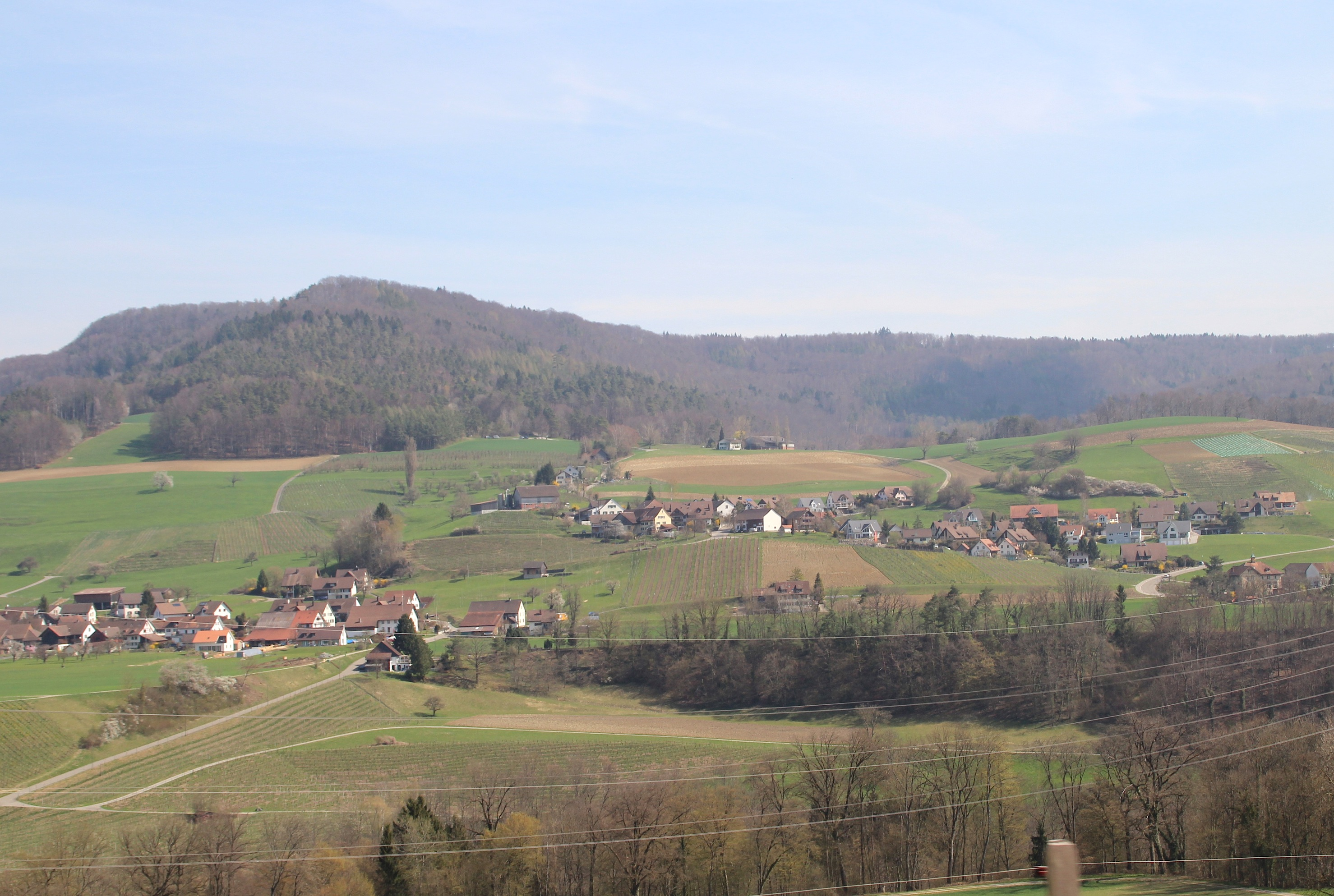
Blick auf Teufen
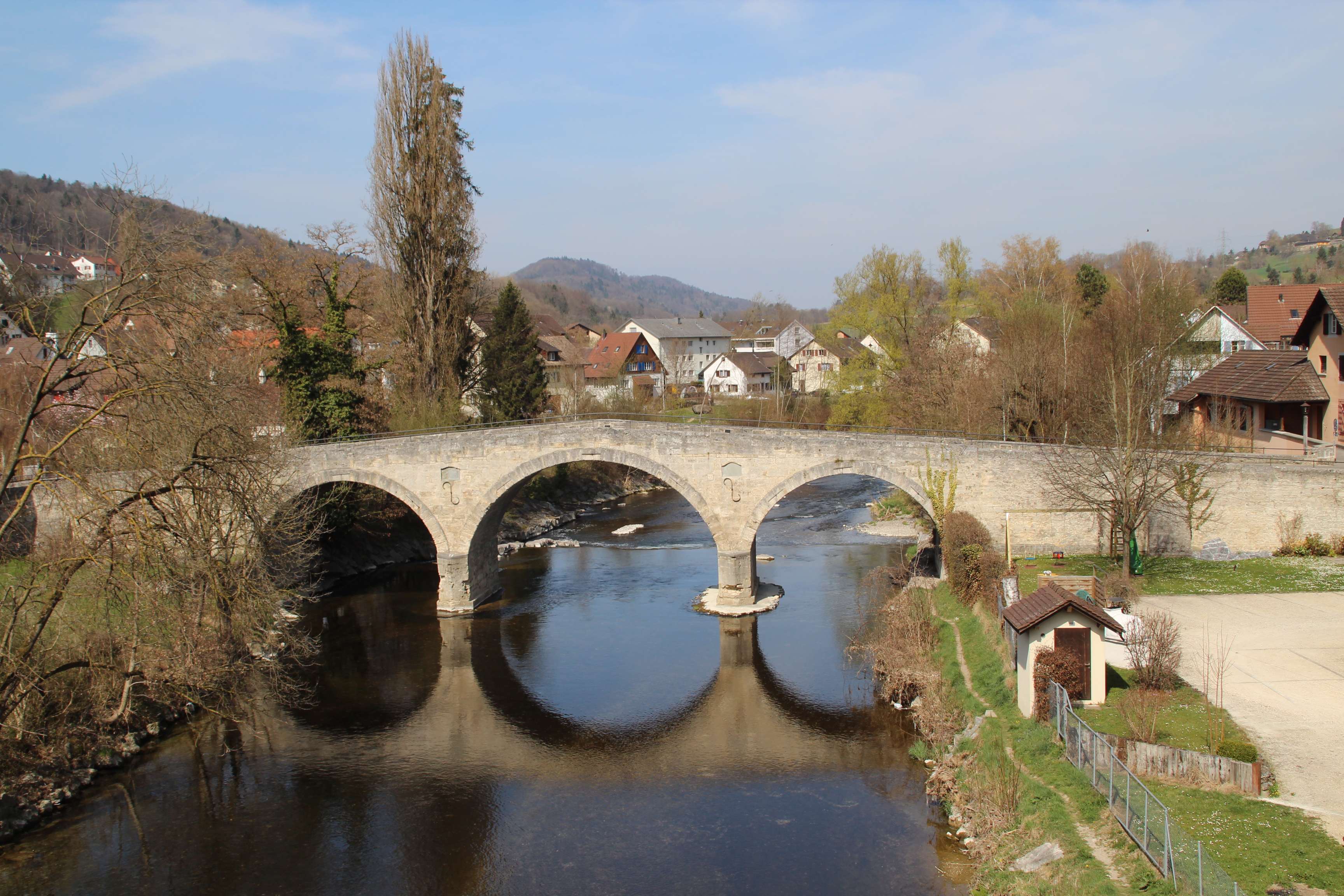
Alte Tössbrücke
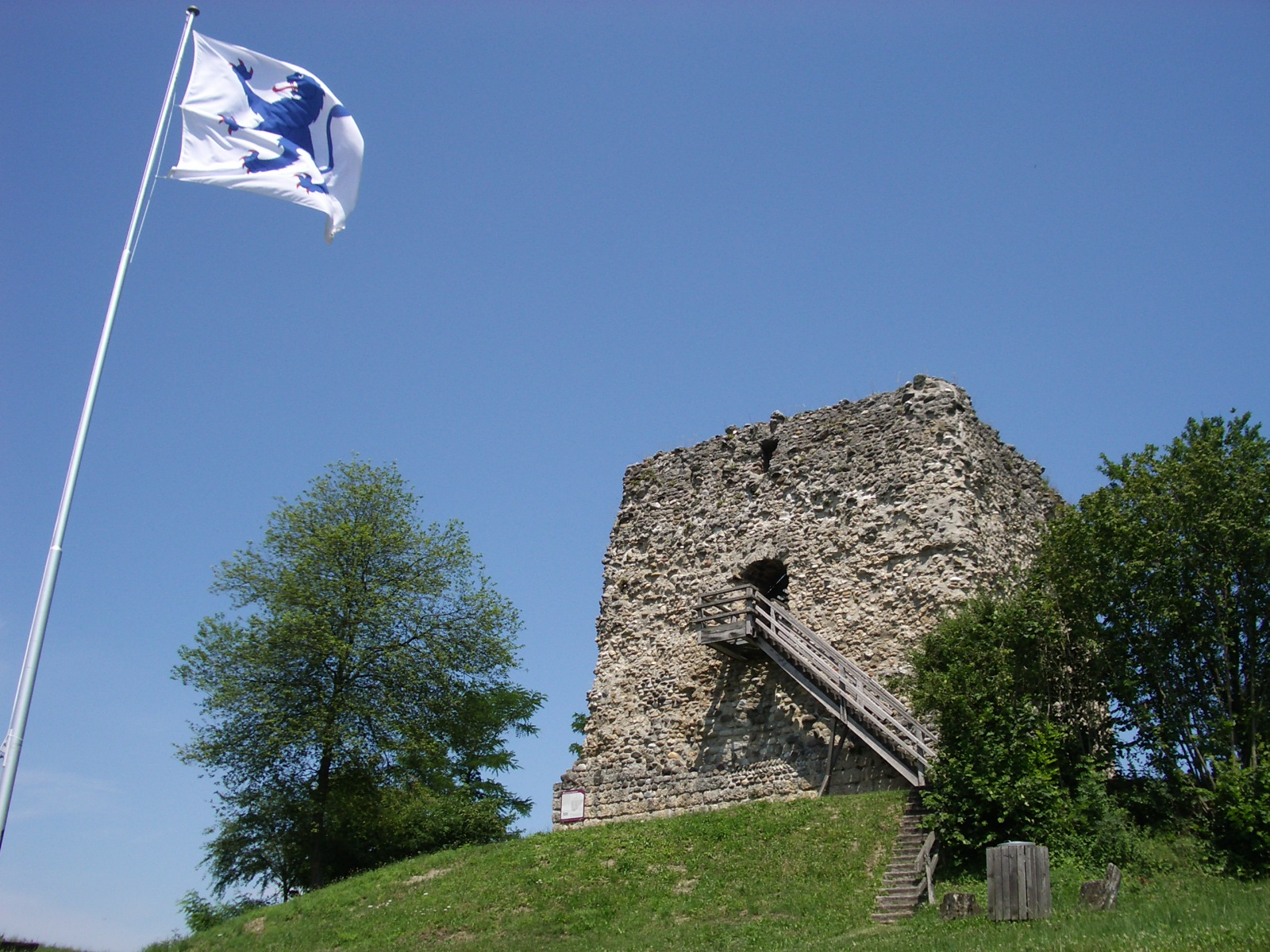
Ruine Freienstein
Historisches Luftbild von Walter Mittelholzer vor 1937 mit Ziegelei

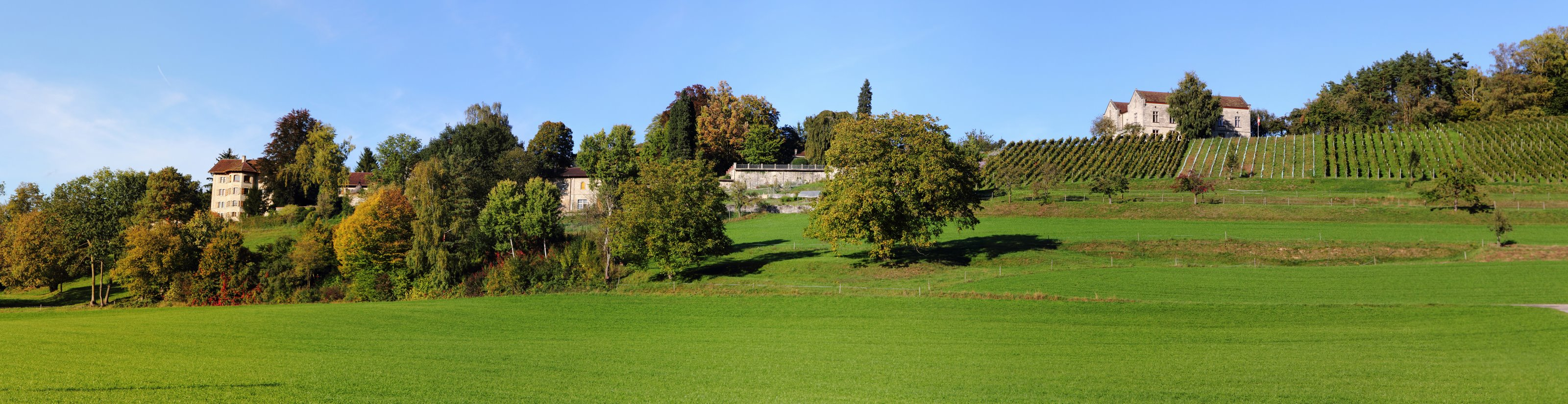
Das alte und das neue Schloss

Historisches Luftbild von Walter Mittelholzer vor 1937